# BAe 146
British Aerospace 146 (také BAe 146) je čtyřmotorový úzkotrupý regionální dopravní letoun střední velikosti určený pro krátké vzdálenosti, který byl vyráběn ve Spojeném království firmou British Aerospace; později stala součástí BAE Systems, mezi lety 1983 až 2002. Přezdívá se mu Jumbolino.
Výroba vylepšené verze známé pod názvem Avro RJ byla zahájena v roce 1992. Další vylepšená verze Avro RJX s novými motory byla ohlášena v roce 1997, ale před ukončením výroby v roce 2001 vznikly pouze dva prototypy a jedno sériové letadlo. S 387 vyrobenými letadly je Avro RJ/BAe 146 nejúspěšnějším britským programem civilních proudových letadel.
BAe 146/Avro RJ je hornoplošný jednoplošník s ocasem do T. Má čtyři dvouproudové motory zavěšené na pylonech pod křídly a má zatahovací podvozek. Letadlo má velmi tichý provoz a bylo prodáváno pod názvem Whisperjet. Našlo široké použití na malých městských letištích, jako je např. letiště London City. Ve své primární roli slouží jako regionální proudové letadlo nebo dopravní letadlo na krátké vzdálenosti, zatímco některé letouny tohoto typu se používají také jako soukromé business jety. BAe 146 / Avro RJ je široce používán u několika evropských dopravců jako je CityJet. Největší provozovatel tohoto typu, Swiss Global Air Lines, vyřadil své poslední RJ100 v srpnu 2017.
BAe 146 byl vyráběn v modelech -100, -200 a -300. Ekvivalentní verze Avro RJ jsou označeny RJ70, RJ85 a RJ100. Nákladní verze nese označení „QT“ (Quiet Trader) a konvertibilní (univerzální) model pro přepravu cestujících nebo nákladu je označen jako „QC“ (Quick Change). Na letoun lze namontovat soupravu, která umožňuje provoz z neupravených letištních ploch.

## Vývoj

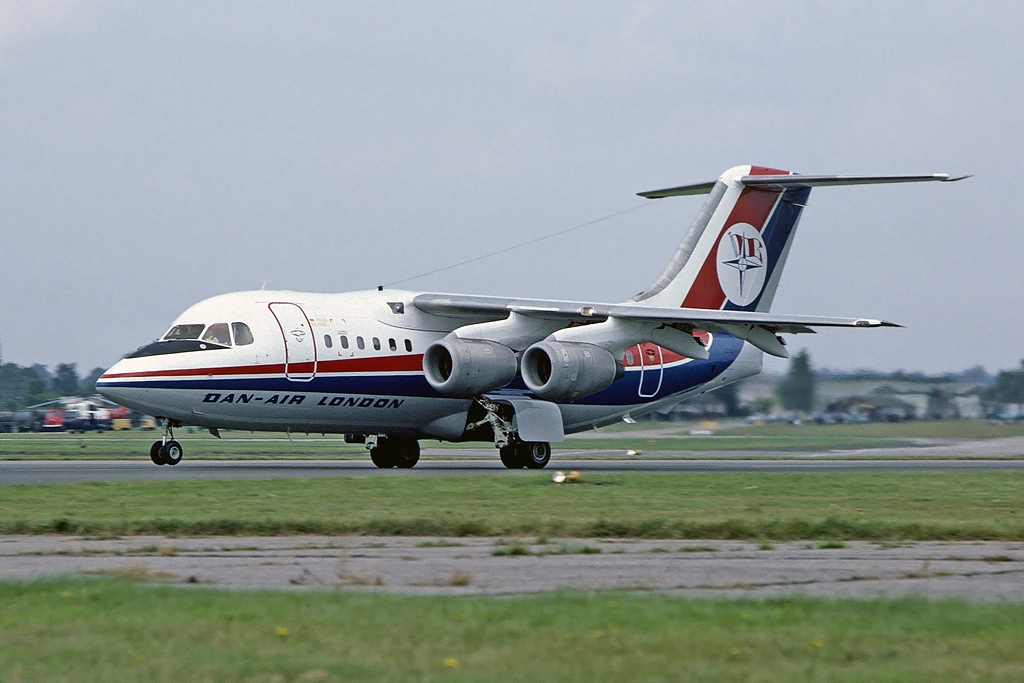
Britská Dan-Air typ představila v květnu 1983

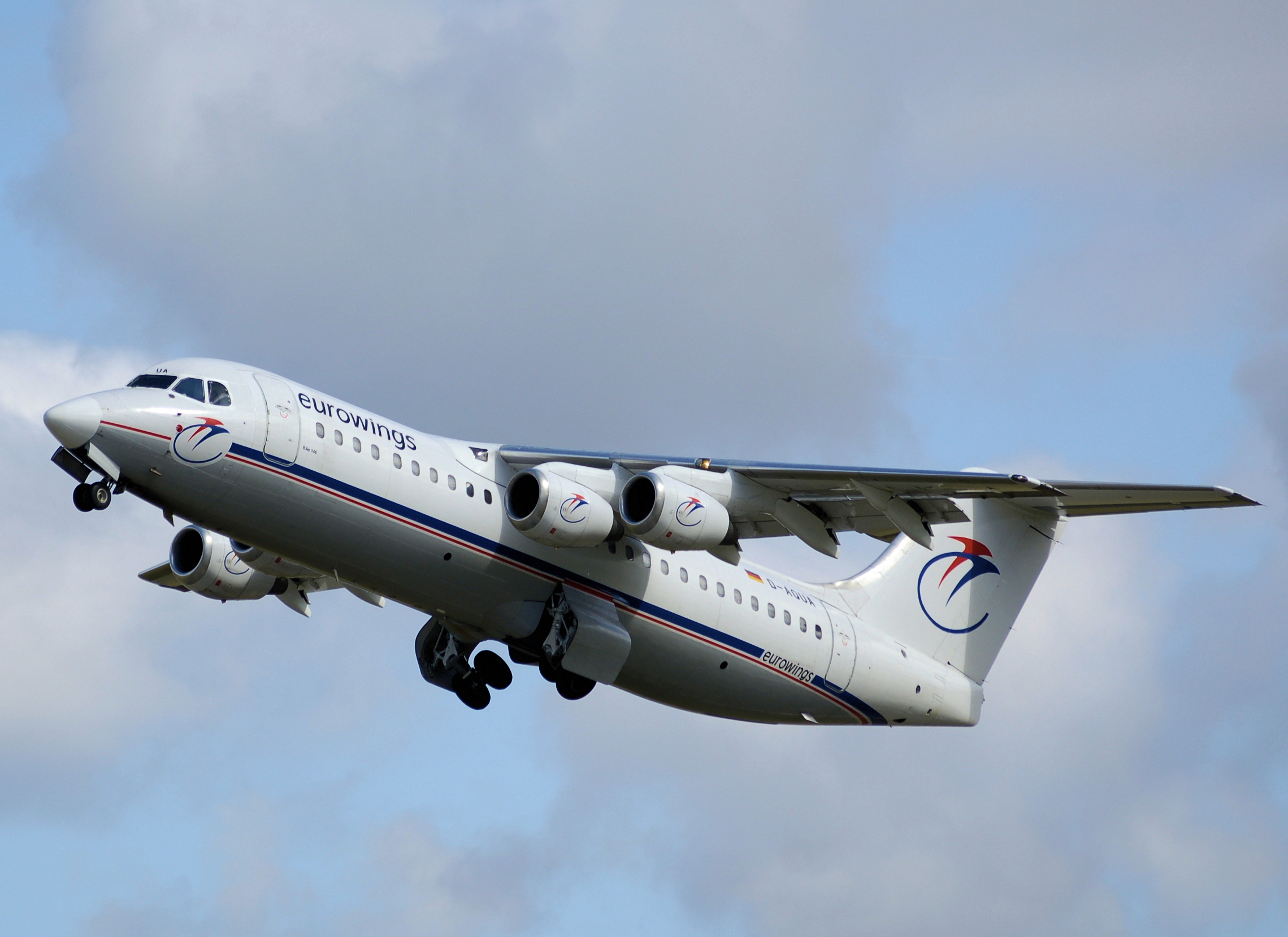
BAe 146-300 společnosti Eurowings

BAe-146-100 (výr. č. E.1001, imatrikulace G-SSSH) s kapacitou 82 sedadel poprvé vzlétl 3. září 1981, BAe-146-200s kapacitou 100 až 109 sedadel a prodlouženým trupem na 28,60 m zalétaný 1. srpna 1982 (G-WISC). Obě verze mají instalované americké pohonné jednotky Avco Lycoming ALF502R-3 s tahem po 29,8 kN.
BAe-146-300 měl prodloužený trup oproti původnímu modelu série 100 až o 4,80 m. Za prototyp posloužil překonstruovaný první vyrobený letoun, který byl s novou poznávací značkou G-LUXE zalétán 1. května 1987.
Čistě nákladní verze nesla označení BAe-146-QT (Quiet Trader). Produkce probíhala mezi lety 1983 a 2002. Výroba vylepšené verze známé jako Avro RJ započala roku 1992. Následující verze Avro RJX, která byla ohlášena roku 1997, disponovala novými motory, avšak do doby, než byla výroba ukončena (konec roku 2001), byly vyrobeny pouze dva prototypy a jeden sériový stroj. Se 387 vyrobenými letadly se program Avro RJ / BAe 146 stal nejúspěšnějším britským programem civilních proudových letadel.
BAe 146/Avro RJ je hornoplošník s ocasními plochami ve tvaru T. Má čtyři dvouproudové motory zavěšené na pylonech pod křídly a tříkolový zatahovací podvozek. Letoun má velmi tichý provoz a byl uveden na trh pod názvem Whisperjet. Široké uplatnění nachází především na malých městských letištích. Jeho primární úloha spočívá v regionálních letech a letech na krátké vzdálenosti. BAe 146 / Avro RJ je široce používán evropskými aerolinkami, jako například Brussels Airlines, Swiss International Air Lines a Lufthansa.
BAe 146 existuje ve verzích 100, 200 a 300, zatímco ekvivalenty Avro RJ se značí jako RJ70, RJ85 a RJ100.

## Uživatelé

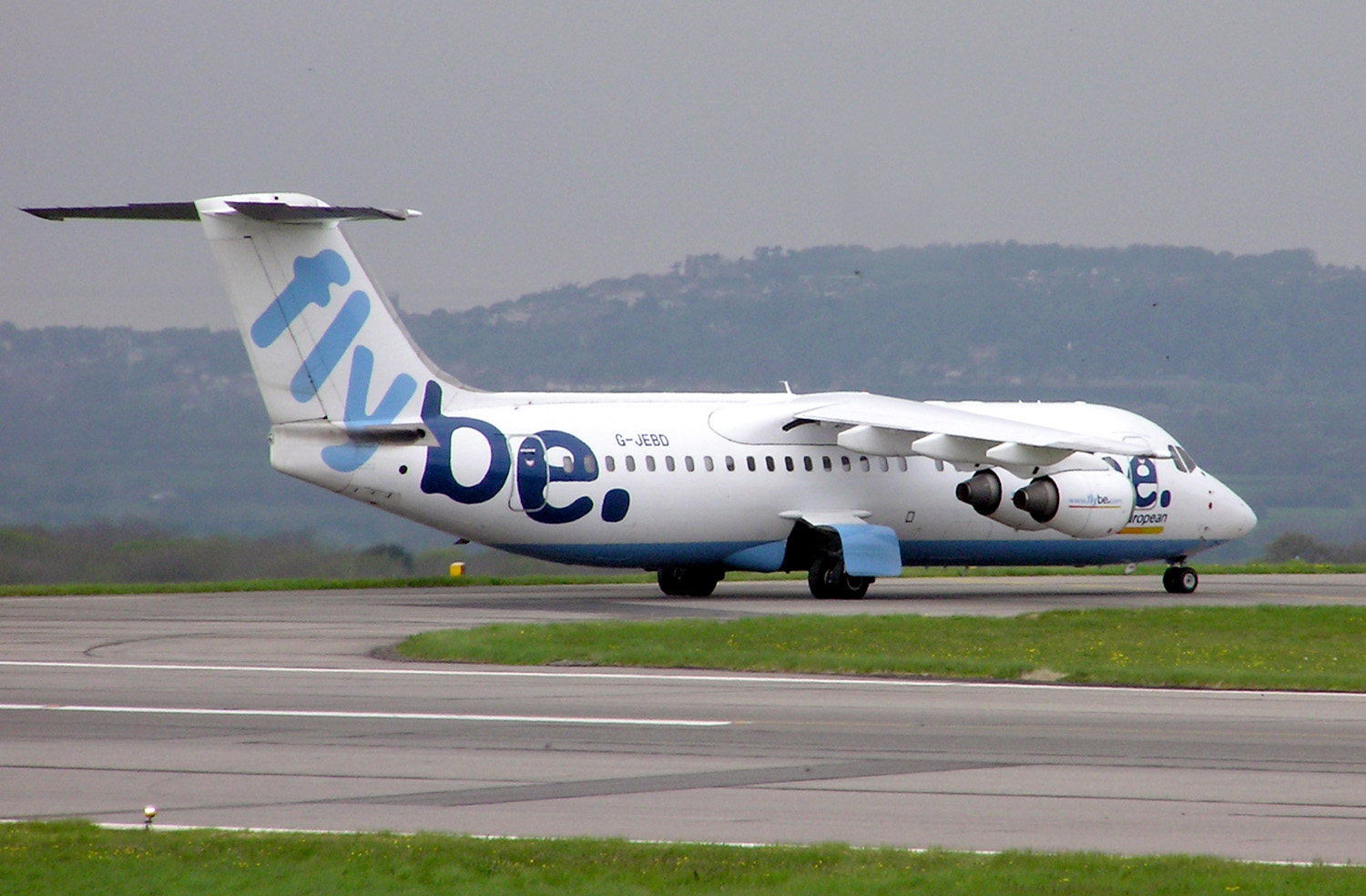
BAe 146-300 (G-JEBD) letecké společnosti Flybe

Největšími uživateli tohoto typu v roce 2017 byly společnosti CityJet ze Spojeného království, dále Brussels Airlines, Airlink a Mahan Air. V minulosti ve velkém počtu letadlo provozovaly také švýcarské aerolinky Swiss, které ho na podzim 2017 vyřadily a nahradily letounem CS100.
V Česku byla jediným uživatelem tohoto typu společnost Discovery Link. Která s ním v roce 2004 do svého krachu provozovala pravidelné i charterové linky z Kunovic a Prahy. Pronajímala si pod německou imatrikulací celkem tři tyto letouny od německé společnosti WDL. Jednalo se o dva typy BAe 146-200 a jeden BAe 146-300.

## Nehody a incidenty
Tento seznam nehod není kompletní.
- Let LaMia Airlines 2933 – charterový let bolivijských aerolinií LaMia, který havaroval v Kolumbii 28. listopadu 2016, přičemž zemřelo 71 z 77 lidí na palubě. Příčinou byl nedostatek paliva.

## Specifikace (BAe 146-200)

### Technické údaje
- Typ letounu: Dopravní pro krátké vzdálenosti[4]
- Pohon: 4 dvouproudové Avco-Lycoming ALF502R-5[4]
- Počet cestujících: až 112
- Výkon motoru: 31,05 kN
- Rozpětí: 24,34 m[4]
- Délka: 28,60 m[4]
- Výška: 8,59 m[4]
- Nosná plocha: 77,29 m²
- Hmotnost prázdného stroje: 22 000 kg
- Vzletová hmotnost: 42 184 kg[4]

### Výkony
- Rychlost: M=0,70[4]
- Dostup: 8000 m
- Dolet: 2735 km